# 阿斯费尔特府邸

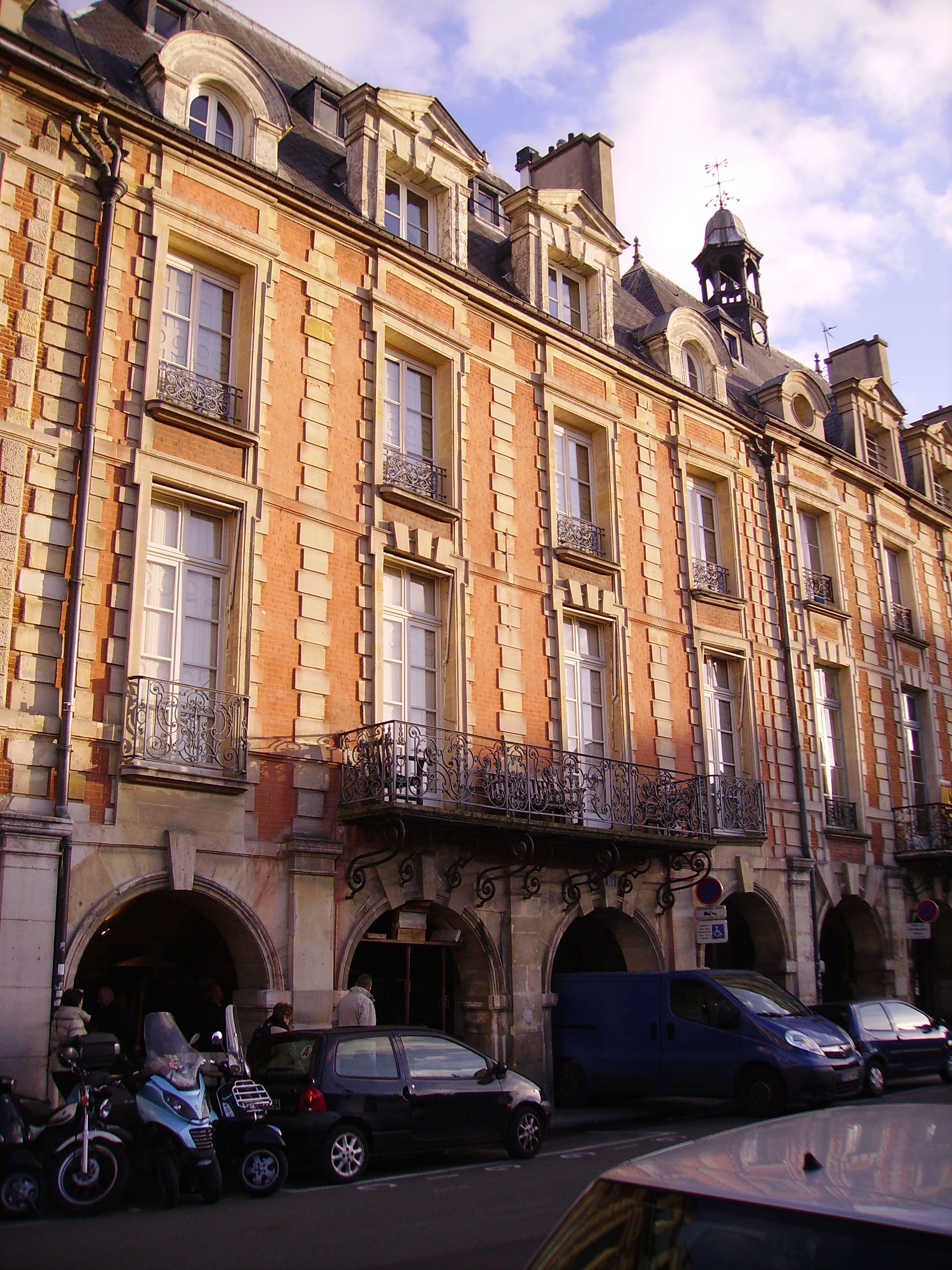

阿斯费尔特府邸（法語：Hôtel d'Asfeldt）是一座17世纪法式府邸，位于巴黎第四区的孚日广场16号。它兴建于1605-1612年，座落在广场的东侧，介于14号里博府邸（Hôtel de Ribault）与18号克雷芒-东奈府邸（Hôtel de Clermont-Tonnerre）之间。

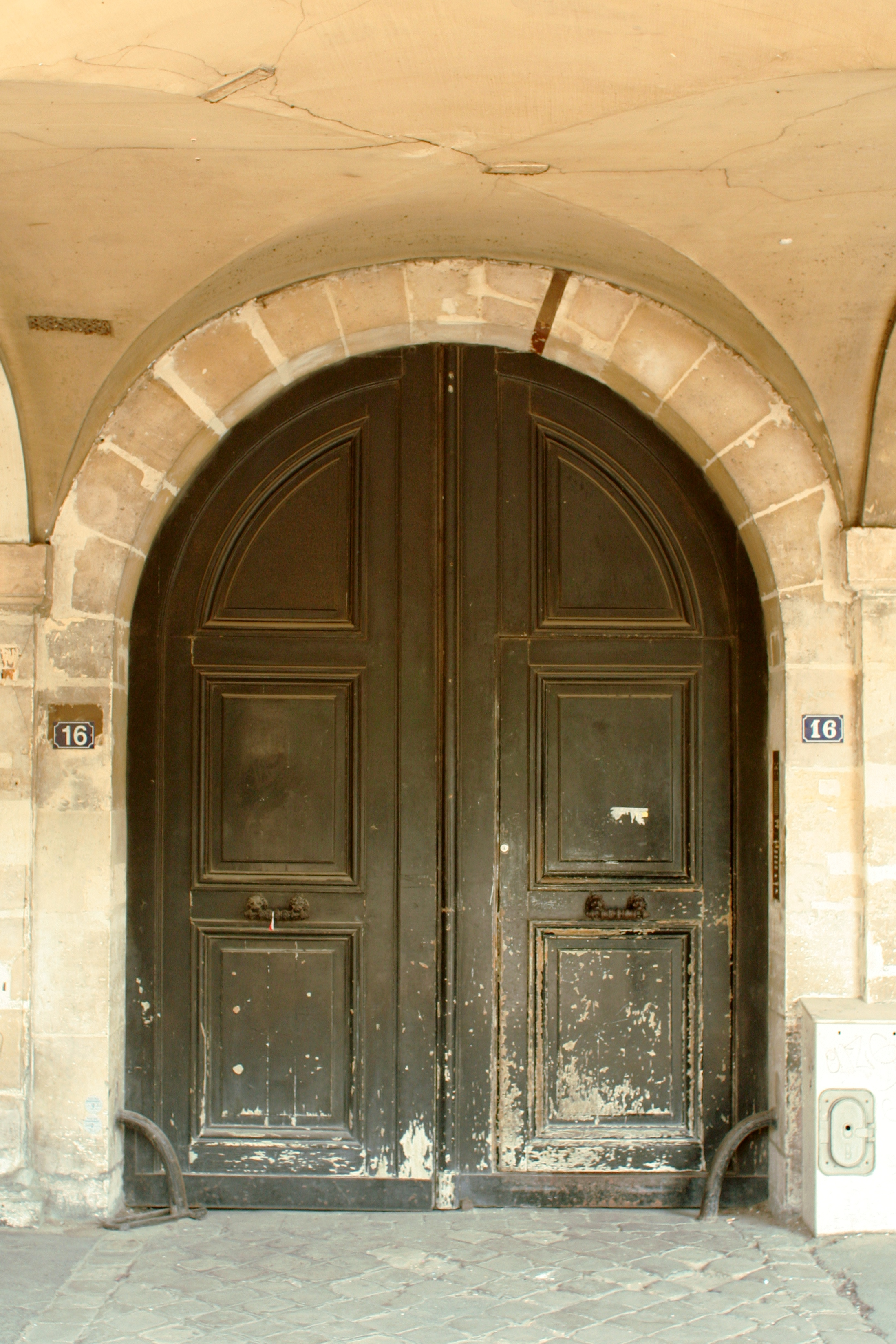

1953年，其院门、门廊和楼梯列为法国历史遗迹 en 1953 ; 1955年，其立面与拱廊列入。